# Spiralhornantilope
Als Spiralhornantilope („Pseudonovibos spiralis“) wird ein vermeintlicher Vertreter der Hornträger aus Südostasien bezeichnet, dessen Existenz bisher nicht bewiesen werden konnte. Da noch nie ein Wissenschaftler dieses Tier zu Gesicht bekommen hat, beschäftigt sich hauptsächlich die Kryptozoologie mit dieser Antilope. Sowohl in deutsch- als auch in englischsprachiger Literatur wird das Tier oft bei seinem vietnamesischen Namen Linh Duong oder bei seinem kambodschanischen Namen Kting Voar genannt.

## Ursprünge und Hinweise
Im Jahr 1993 erwarben deutsche Wissenschaftler bei Händlern in Saigon im Süden von Vietnam mehrere Hörner und Hornpaare von Hornträgern, die nach Untersuchungen in ihrem Aufbau von allen bis daher bekannten Hörnern abwichen. Im Jahr darauf wurde von den deutschen Zoologen Wolfgang Peter und Alfred Feiler auf Grundlage von acht Hornscheiden von vermutlich sechs Tieren die neue Gattung und Art „Pseudonovibos spiralis“ beschrieben, die Hörner befinden sich heute im Museum für Tierkunde Dresden, der Holotyp, ein Hornpaar, trägt die Katalognummer MTD B18479. Insgesamt waren zu dem Zeitpunkt Hörner von einem Dutzend Tieren bekannt. Ein lebendes Exemplar bekamen die Forscher nicht zu Gesicht, nach Aussage von Einheimischen sei das Tier aber eher selten, doch existent und sollte im Hochland von Đà Lạt verbreitet sein. Der lokale Name wäre demzufolge Linh Duong, was übersetzt in etwa „Bergziege“ bedeutet. Weitere Hörner der rätselhaften Antilope wurden 1994 bis 1995 im nordöstlichen Kambodscha erworben, was an das vermutete Verbreitungsgebiet westlich anschließt. Die dortigen Bewohner nannten das Tier Kting Voar, zu Deutsch „wilde Kuh mit lianenförmigen Hörnern“ oder Kting Sipuoh, zu Deutsch „wilde Kuh, die Schlangen frisst“. Zuvor wurden bereits zwei ähnlich gestaltete Hörner aus dem Naturkundemuseum der University of Kansas bekannt, die in das Jahr 1929 zurückdatieren und aus Südvietnam etwa 125 km nordöstlich von Saigon stammen; sie wären somit damals der älteste Hinweis auf die Art, wurden aber zuerst als Hörner des Kouprey (Bos sauveli) interpretiert. Die ursprüngliche Verwechslung des ältesten verfügbaren Materials mit dem Kouprey veranlasste Peter und Feiler in ihrer Erstbeschreibung den wissenschaftlichen Namen „Pseudonovibos“ zu vergeben, der sich aus dem griechischen Wort ψεύδω (pseudo, „ich täusche vor“) und der Bezeichnung Novibos als Alternativname für den Kouprey zusammensetzt.
Die Entdeckung von „Pseudonovibos spiralis“ erfolgte in der Region des Truong Son in Südostasien, das als Biodiversitäts-Hotspot gilt. Hier waren ebenfalls in den 1990er Jahren zahlreiche Paarhuferarten entdeckt worden, darunter die Saola (Pseudoryx nghetinhensis) und der Riesenmuntjak (Muntiacus vuquangensis). Daher war die Beschreibung eines weiteren Vertreters der Hornträger nicht ganz ungewöhnlich, die IUCN stufte die Art 1996 auf ihrer Roten Liste vorsorglich mit dem Status „gefährdet“ (endangered) ein. Im Jahr 1997 konnten auch verschiedene Sammlungen chinesischer Texte aus dem 15. bis 18. Jahrhundert präsentiert werden, welche Abbildungen von Tieren zeigten, die ein ziegenartiges Äußeres zeigen und Hörner aufweisen, die in etwa denen von „Pseudonovibos spiralis“ entsprechen.

## Zum mutmaßlichen Aussehen und der Lebensweise von „Pseudonovibos spiralis“
Die Hörner haben gemeinsam betrachtet die Form einer Leier. Sie sind nach außen und aufwärts gerichtet, ehe sie sich im letzten Viertel nach innen biegen und eine kleine Spirale beschreiben. Die Hornlänge schwankt zwischen 30,8 cm und 55,8 cm. Bemerkenswert sind quer verlaufende Riffelungen, die einen relativ gleichmäßigen Abstand von 1,5 bis 2,5 cm zueinander haben, der aber zur Spitze hin etwas zunimmt. Je nach Länge besitzen die Hörner 13 bis 21 Riffel, die Fläche zwischen den einzelnen Aufwölbungen ist glatt. Auf der Rückseite sind die Riffelungen durch eine längs verlaufende Leiste unterbrochen. Es gibt zwei unterschiedliche Horntypen, die den Forschern zufolge eventuell auf einen Geschlechtsdimorphismus zurückgeführt werden könnte. Der eine Horntyp hat einen runden Querschnitt, der zweite einen seitlich abgeplatteten bis kieligen, letzterer sollte demnach Männchen gehören. Die Grundfarbe der Hörner ist zumeist schwarz.
Aus der Beschaffenheit und Größe der Hörner ließe sich ein Tier mit einer Schulterhöhe von 110 bis 120 cm und einem Gewicht von 200 bis 300 kg schließen. Nach Auskunft einheimischer Jäger sei es äußerlich einem Büffel ähnlich und besäße ein einfarbig schwarzgraues Fell. Es lebe in kleinen Familiengruppen in Bergwäldern. Das Klima der Region wird durch hohe Temperaturen und Jahresniederschläge um 1500 bis 2500 mm charakterisiert.

## Problematische Zuordnungen
Die Erstbeschreiber von „Pseudonovibos spiralis“ favorisierten noch eine nahe Stellung bei den Gazellenartigen (Antilopini) und sahen eine mögliche Verwandtschaft zur Kropfgazelle (Gazella subgutturosa) oder zur Mongolischen Gazelle (Procapra gutturosa). Eine erste DNA-Analyse erfolgte 1999 am Paratypus des Fundmaterials in Dresden. Sie sprach für eine nähere Beziehung zu den Ziegenartigen (Caprini). Eine weitere Genanalyse wurde im Jahr 2001 vorgelegt. Das dafür erforderliche Material hatte einer der beteiligten Wissenschaftler 1995 als Hornpaar von einem Nachfahren eines Jägers erstanden, der das Tier den Aussagen zufolge um 1920 einfing. Die Ergebnisse ließen eine Verbindung mit den Rindern (Bovini) vermuten, speziell zu Bubalus und Syncerus. Eine morphologische Studie der Hörner aus der University of Kansas schlug ebenfalls eine Verwandtschaft mit den Rindern vor, ebenso wurde in dieser mit spiral-horned ox ein Trivialname eingeführt, der sich nach Meinung der Autoren einerseits an der möglichen Verwandtschaft und der Form der Hörner orientierte, andererseits der Khmer-Bezeichnung Kting Voar Rechnung trug, die als der vermutete Lokalname angesehen wurde.

## Fälschung oder reales Lebewesen?
Eine zwei Jahre nach der ersten Genanalyse aus dem Jahr 1999 durchgeführte Überprüfung des Ergebnisses unter Einbeziehung aller bekannten Gensequenzen der Ziegenartigen, was ursprünglich nicht erfolgte, erbrachte eine nahe Beziehung von „Pseudonovibos spiralis“ zur Gämse (Rupicapra rupicapra). Da aus biogeographischen und evolutionshistorischen Gründen diese Verwandtschaft als unwahrscheinlich zu betrachten ist, wurde das Ergebnis auf eine Verunreinigung der Probe zurückgeführt.
Ebenfalls im Jahr 2001 veröffentlichten französische Wissenschaftler um Alexandre Hassanin und Herbert Thomas eine weitere genetische und eine erste histologische Untersuchung an sechs zusätzlichen Hörnern, wobei zwei aus neuen Erwerbungen in Kambodscha, vier jedoch von einem Baumwollpflanzer stammten, der diese im Jahr 1925 erhielt und die sich nun in Privatbesitz befanden. Diese waren noch mit den knöchernen Hornzapfen verbunden, wobei anatomische und genetische Untersuchungen dieser eine Zuweisung zum Hausrind (Bos taurus) erbrachten. Die histologischen Untersuchungen zeigten dann auf, dass die auffälligen Riffelungen der Hornscheiden, die als typisch für „Pseudonovibos spiralis“ galten, künstlich hergestellt worden waren: Die einzelnen, natürlich gebildeten Schichten des Keratins verliefen nicht durchgängig, wie es bei einem normalen Wachstum zu erwarten wäre, sondern waren jeweils in den Bereichen der Aufwölbungen und Eintiefungen unterbrochen, was als Hinweis auf eine nachträgliche Manipulation zu werten ist. Eine Begutachtung des Holotypmaterials aus Dresden, die aber nicht im Detail erfolgte, erbrachte ebenfalls Hinweise auf eine künstliche Herstellung der Riffelungen, wobei als Grundlage möglicherweise ein Horn des Wasserbüffels (Bubalus bubalis) diente.
In einer Wiederholung der Genanalyse von 2001, die eine Nahverwandtschaft zu den afrikanischen und asiatischen Wildrindern vorstellte, konnte Hassanin auf der Grundlage von RNA-Sequenzanalysen nachweisen, dass es sich bei den verwendeten Proben um Chimären von drei verschiedenen Arten handelt: dem Hausrind, dem Wasserbüffel und der Saiga (Saiga tatarica). Eine im gleichen Zeitraum unternommene Befragung lokaler Händler in Südostasien führte zu der Erkenntnis, dass solche Hörner, wie sie für „Pseudonovibos spiralis“ als typisch charakterisiert wurden, künstlich hergestellt werden und Teil der Folklore sind, die sich, anhand des Alters einiger Fundstücke wenigstens bis in die 1920er Jahre zurückverfolgen lässt. Demnach wird die Hornscheide vom Hornzapfen entfernt und in Essig getränkt, später dann in Blättern von Zuckerpalmen und Bambus erhitzt, bis sie weich ist. Danach wird die Spitze gedreht und die Riffelung eingedrückt. Als Grundlage dienten zumeist Hörner von Wasserbüffeln und Hausrindern. Alle diese Studien bestätigen die vorausgegangenen Vermutungen, dass es sich bei dem der Erstbeschreibung zugrunde liegenden Material um Fälschungen oder künstlich verändertes Material handelt. Die Untersuchungsergebnisse geben zu erkennen, dass „Pseudonovibos spiralis“ nicht existiert. Der jahrelang geführte Streit um die Existenz der Art fand unter anderem Niederschlag in den angesehenen Fachzeitschriften Nature und Science.